# Apanteles nigrofemoratus
Apanteles nigrofemoratus är en stekelart som beskrevs av Granger 1949. Apanteles nigrofemoratus ingår i släktet Apanteles och familjen bracksteklar. Inga underarter finns listade i Catalogue of Life.